# Quy luật cực tiểu của Liebig
Quy luật cực tiểu của Liebig, thường được gọi đơn giản là Quy luật Liebig hoặc Quy luật cực tiểu, là một nguyên lý được Carl Sprengel phát triển trong khoa học nông nghiệp năm 1828 và sau đó được Justus von Liebig phổ biến rộng rãi năm 1840. Quy luật này phát biểu rằng sự tăng trưởng được kiểm soát không bởi tổng số lượng các nguồn tài nguyên sẵn có, mà bởi nguồn tài nguyên khan hiếm (yếu tố giới hạn).

## Ứng dụng
Khái niệm này ban đầu được áp dụng vào việc trồng cây, gieo hạt, lĩnh vực mà người ta thấy rằng việc gia tăng lượng các chất dinh dưỡng có sẵn không làm nâng cao được sự tăng trưởng của cây trồng. Chỉ bằng cách tăng lượng các chất dinh dưỡng có hạn (những chất dinh dưỡng khan hiếm nhất so với nhu cầu của đối tượng sử dụng) thì sự tăng trưởng của cây trồng mới được cải thiện. Nguyên tắc trên có thể được tóm gọn bằng câu phát biểu sau đây: "Sự sẵn có của các chất dinh dưỡng có nhiều trong đất nhất cũng chỉ mang lại hiệu quả bằng mức với sự sẵn có của các chất dinh dưỡng có ít trong đất nhất". Hoặc nói một cách đơn giản: "Độ bền của một sợi dây xích đúng bằng độ bền của mắt xích yếu nhất".

## Ví dụ

Thùng Liebig

Dobenecks đã sử dụng hình ảnh của một thùng gỗ - thường được gọi là thùng Liebig - để giải thích quy luật Liebig. Giống như dung tích của một thùng gỗ với các thanh ghép có độ dài không đều nhau bị giới hạn bởi thanh ghép ngắn nhất, sự tăng trưởng của cây trồng cũng bị giới hạn bởi lượng chất dinh dưỡng được cung cấp ít nhất.

## Ứng dụng khoa học
Quy luật Liebig được mở rộng cho các quần thể sinh vật (và thường được sử dụng trong các mô hình hệ sinh thái). Ví dụ, sự tăng trưởng của một sinh vật như thực vật có thể phụ thuộc vào nhiếu yếu tố khác nhau, ví dụ như ánh sáng mặt trời hoặc các khoáng chất dinh dưỡng (chẳng hạn như nitrat hoặc phosphat). Sự sẵn có của các yếu tố trên có thể khác nhau, ví dụ như tại một thời điểm nhất định yếu tố này có ít hơn các yếu tố khác. Quy luật Liebig phát biểu rằng sự tăng trưởng chỉ diễn ra với tỷ lệ của yếu tố ít có sẵn nhất.
Ví dụ, trong phương trình dưới đây, tốc độ tăng trưởng quần thể O là hàm cực tiểu của 3 số hạng Michaelis-Menten, phụ thuộc sự giới hạn của 3 hệ số I, N và P
{\displaystyle {\frac {dO}{dt}}=O\left(min\left({\frac {\mu _{I}I}{k_{I}+I}},{\frac {\mu _{N}N}{k_{N}+N}},{\frac {\mu _{P}P}{k_{P}+P}}\right)-m\right)}

## Các ứng dụng khác
Cho đến gần đây, quy luật Liebig mới được ứng dụng vào lĩnh vực quản lý tài nguyên thiên nhiên. Quy luật này cho rằng sự tăng trưởng ở các thị trường đầu vào tài nguyên thiên nhiên bị giới hạn bởi đầu vào hạn chế nhất. Vì thế, quy luật Liebig khuyến khích các nhà khoa học cũng như các nhà quản lý nguồn tài nguyên thiên nhiên nên tính đến sự khan hiếm của các nguồn tài nguyên thiết yếu để các thế hệ sau còn có thể tiếp tục được sử dụng những nguồn tài nguyên này (xem thêm: tính bền vững/phát triển bền vững).
Lý thuyết kinh tế tân cổ điển đã tìm cách bác bỏ vấn đề khan hiếm tài nguyên bằng cách áp dụng quy luật thay thế và đổi mới công nghệ. Quy luật thay thế cho rằng khi một nguồn tài nguyên bị cạn kiệt – và giá của nó tăng lên do thiếu thặng dư – thì một thị trường mới dựa trên nguồn tài nguyên thay thế xuất hiện với một mức giá nhất định nào đó để thỏa mãn nhu cầu. Đổi mới công nghệ chỉ ra rằng loài người có thể sử dụng công nghệ để lấp đầy khoảng trống trong các tình huống khi mà các nguồn tài nguyên là có thể thay thế không hoàn hảo.
Quy luật thay thế có thể đúng trong nhiều trường hợp, tuy nhiên vẫn có một vài nguồn tài nguyên quá cơ bản đến mức không có nguồn thay thế cho nó. Ví dụ, Isaac Asimov đã từng viết: "Chúng ta có thể dùng năng lượng hạt nhân để thay thế cho than đá, dùng nhựa plastic để thay thế cho gỗ …, nhưng không có gì có thể thay thế cho phosphor được" -Isaac Asimov, "Life’s Bottleneck", Fact and Fancy
Đối với những nguồn nguyên liệu không thể thay thế, như phosphor, thì việc tái chế là rất cần thiết. Điều này đòi hỏi phải lên kế hoạch dài hạn một cách kỹ lưỡng cũng như sự can thiệp của chính phủ, một phần tạo ra các loại thuế Pigou để giúp thị trường phân phối các nguồn lực một cách hiệu quả, một phần nhằm giảm thiểu và hạn chế các thất bại thị trường khác.

## Công nghệ sinh học
Một ví dụ về đổi mới công nghệ là lĩnh vực di truyền thực vật, nơi mà các đặc tính sinh học của loài có thể được thay đổi bằng cách điều chỉnh gen để thay đổi sự phụ thuộc về mặt sinh học đối với các nguồn tài nguyên có hạn. Do vậy, sự đổi mới trong công nghệ sinh học có khả năng mở rộng giới hạn của tăng trưởng loài cho đến khi một giới hạn mới khác xuất hiện, và giới hạn mới đó lại trở thành thách thức để tiến bộ công nghệ tìm cách khắc phục. Về mặt lý thuyết, không có giới hạn về số lượng sự gia tăng có thể có đối với các giới hạn năng suất chưa biết. Tự bản thân công nghệ sinh học hoàn toàn phụ thuộc vào các nguồn lực bên ngoài tự nhiên.